# Fagradalsfjall (berg i Island, Austurland)
Fagradalsfjall är ett berg i republiken Island. Det ligger i regionen Austurland, i den centrala delen av landet, 280 km öster om huvudstaden Reykjavík. Toppen på Fagradalsfjall är 1 022 meter över havet.
Trakten runt Fagradalsfjall är nära nog obefolkad, med mindre än två invånare per kvadratkilometer. Det finns inga samhällen i närheten. Trakten runt Fagradalsfjall är ofruktbar med lite eller ingen växtlighet.